# Waldemar de Brito
Waldemar de Brito (né le 7 mai 1913 à São Paulo et mort le 21 février 1979 dans la même ville) était un footballeur international brésilien.

## Carrière

### Club
La carrière de Waldemar de Brito commence dans des petits clubs locaux. Il évolue dans des clubs de São Paulo où il obtient ses premiers succès. Après une brève période au Botafogo FR, il part en Argentine, à San Lorenzo. Il repart ensuite au Brésil pour jouer dans sa ville natale. Après avoir joué dans de nombreux clubs brésiliens, il part finir sa carrière au Portuguesa Santista.

### Internationale
Waldemar de Brito joue en tout 18 matchs avec l'équipe du Brésil et y inscrit autant de buts, mais seulement deux parmi ceux-ci sont officiels. Il prend part à la coupe du monde 1934 où son pays est éliminé au premier tour contre l'Espagne.